# Juni 2015
Dit artikel geeft een chronologisch overzicht van de belangrijkste gebeurtenissen per dag van de maand juni in het jaar 2015.

## Gebeurtenissen

### 1 juni
- Strijders van Islamitische Staat veroveren de Syrische stad Soran Azaz en twee nabijgelegen dorpen.
- Bij een aardbeving met een kracht van 4,4 op schaal van Richter in de buurt van de Iraanse kerncentrale Bushehr komen minstens zeven mensen om het leven.
- De Chinese hoofdstad Peking stelt een rookverbod in.
- Bij een zelfmoordaanslag door strijders van terreurgroep Islamitische Staat in het westen van Irak komen minstens 45 politieagenten om het leven.
- Een brandstoftanker botst tegen een busstation in Nigeria. Hierbij komen meer dan zestig mensen om het leven.
- De Amerikaanse dramaserie The Americans en de Amerikaanse televisieserie Silicon Valley winnen respectievelijk de Critics Choice Television Awards voor beste dramaserie en beste komedieserie.

### 2 juni
- FIFA-voorzitter Sepp Blatter kondigt bij een ingelaste persconferentie in de Zwitserse stad Zürich zijn aftreden aan. Hij blijft in functie tot een nieuwe voorzitter is gekozen.
- Bij een aanval op een Tsjechische hulporganisatie in Afghanistan komen negen personeelsleden om het leven.
- Een uitbraak van het longvirus MERS in Zuid-Korea kost aan zeker veertien mensen het leven. Het is de grootste uitbraak van het longvirus buiten Saoedi-Arabië.
- Een passagiersschip kapseist op de Chinese rivier Yangtze, hierbij komen minstens 431 mensen om het leven. Veertien opvarenden hebben de ramp overleefd, er zijn elf vermisten.
- Zes Nigeriaanse centrale bankiers worden gearresteerd wegens valutafraude.
- Bij een bomaanslag op een veemarkt in de Nigeriaanse stad Maiduguri vallen zeker twintig doden.

### 3 juni
- De Amerikaanse Senaat neemt de aangepaste spionagewet USA Freedom Act aan. De wet maakt een einde aan het massaal verzamelen en opslaan van telefoon- en internetdata door Amerikaanse inlichtingendiensten als de NSA.
- Bij een aanslag bij de piramiden van Gizeh in Egypte komen twee politieagenten om het leven.
- De internationale politieorganisatie Interpol plaatst zes FIFA-officials op haar lijst van meest gezochte criminelen.
- In Oost-Oekraïne wordt opnieuw fel gevochten tussen het Oekraïense leger en de pro-Russische separatisten, na enkele maanden van relatieve rust. Bij gevechten rond het stadje Marinka vallen ruim twintig doden.

### 4 juni
- Bij een explosie in een tankstation in de Ghanese hoofdstad Accra komen ongeveer honderdvijftig mensen om het leven. President John Mahama kondigt drie dagen van nationale rouw aan.
- In de Duitse stad München gaan zo'n 35.000 mensen de straat op om te demonstreren tegen het handelsverdrag TTIP tussen de Europese Unie en de Verenigde Staten.
- Canadese wetenschappers graven een onbekende dinosaurussoort op. Het dier leefde tijdens het Krijt en had een lengte van vijf meter. Hij werd verder gekenmerkt door hoorns op zijn nek en op zijn kop. De soort kreeg de naam Regaliceratops.

### 5 juni
- De Colombiaanse regering en de rebellenbeweging FARC zijn het eens over een waarheidscommissie die misdaden uit de burgeroorlog gaat onderzoeken.
- Bij een explosie in een transformatorhuisje bij een verkiezingsbijeenkomst van de Turkse Democratische Volkspartij in de stad Diyarbakir komen twee personen om het leven en raken meer dan honderd gewond.
- Een krachtige aardbeving van 5,9 op de schaal van Richter in Maleisië eist aan zestien mensen het leven. Het epicentrum van de beving lag nabij de berg Kinabalu.

### 6 juni
- Het WK vrouwenvoetbal in Canada gaat van start.
- Bij gevechten tussen het Saoedisch leger en de Houthi-rebellen aan de grens tussen Jemen en Saudi-Arabië komen tientallen strijders om het leven.
- Een rechtbank in Egypte verwerpt een uitspraak van een lagere rechtbank van februari 2015, die bepaalde dat de Palestijnse organisatie Hamas een terroristische organisatie is.
- Een replica van het achttiende-eeuwse Franse fregat L’Hermione die deelnam in de Amerikaanse Onafhankelijkheidsoorlog vaart vanuit de Franse havenstad Rochefort naar twaalf Amerikaanse plaatsen, waaronder Boston, New York en Philadelphia.
- De Amerikaanse tennisster Serena Williams wint voor de derde keer in haar loopbaan het Franse grandslamtoernooi Roland Garros door in de vrouwenfinale de Tsjechische speelster Lucie Šafářová met 6-3, 6-7 en 6-2 te verslaan. Het is Williams' twintigste grandslamtitel.
- Een gaypride-mars in de Oekraïense hoofdstad Kiev wordt verstoord door tientallen rechtsradicale tegendemonstranten die traangasgranaten en rookbommen naar de deelnemers gooiden.

### 7 juni
- Bij vijftien reddingsacties door onder andere de Britse, Duitse, Italiaanse, Ierse en Zweedse marine voor de kust van Libië worden ongeveer 5.900 bootvluchtelingen gered.
- Bij een bombardement door de internationale coalitie onder leiding van Saoedi-Arabië op het legerhoofdkwartier in de Jemenitische hoofdstad Sanaa komen minstens 44 mensen om het leven.
- Het Belgische gerecht start een onderzoek naar mogelijke Duitse spionage.
- De Zwitserse tennisser Stanislas Wawrinka wint voor het eerst in zijn carrière het toernooi van Roland Garros door in de mannenfinale de Servische speler Novak Đoković te verslaan.
- De Britse wielrenner Bradley Wiggins brengt het werelduurrecord op 54,526 km.

### 8 juni
- Fun Home wint de prijs voor beste musical tijdens de 69ste uitreiking van de Tony Awards in New York. De toneelprijzen voor de beste vrouwelijke en mannelijke hoofdrolspeler in een theaterstuk gingen naar respectievelijk de Britse actrice Helen Mirren en de Schotse acteur Richard McCabe.
- De Turkse AK-partij van president Recep Tayyip Erdoğan verliest haar absolute meerderheid in het parlement bij de parlementsverkiezingen, de pro-Koerdische HDP krijgt tachtig zetels.
- De Mexicaanse Institutioneel Revolutionaire Partij van president Enrique Peña wint de parlementsverkiezingen.
- In de Turkse steden Adana en Mersin worden bomaanslagen gepleegd op de lokale hoofdkwartieren van de pro-Koerdische partij HDP.

### 9 juni
- In Peru stort een vrachtwagen die tientallen scholieren vervoerde in een ravijn. Hierbij komen zeventien kinderen om het leven.
- Bij een explosie in een brandstofopslag nabij de Oekraïense hoofdstad Kiev valt zeker één dode.
- De Indonesische stad Banda Atjeh voert een avondklok in waardoor vrouwen na 23:00 uur niet op straat mogen.
- De Braziliaanse voetbalster Marta maakt haar vijftiende doelpunt bij de WK van 2015 en wordt de topscorer aller tijden op de wereldkampioenschappen voetbal voor vrouwen.

### 10 juni
- De Egyptische politie verijdelt een aanslag bij het tempelcomplex Karnak in de Egyptische stad Luxor. Hierbij komen twee terroristen om het leven.
- Bij een Interpol-actie vanuit de Nederlandse stad Den Haag tegen een internationale cybercriminele bende worden circa vijftig cybercriminelen opgepakt.
- Het Belgische marineschip Godetia redt 213 bootvluchtelingen op de Middellandse Zee.
- Het Libische parlement verwerpt het door de Verenigde Naties voorgestelde plan voor een eenheidsregering.
- De Nederlandse sportorganisatie NOC*NSF geeft de organisatie van de Europese Spelen van 2019 terug. De reden hiervoor is dat de Nederlandse regering niet bereid is om er geld in te steken.
- Het Vaticaan stelt een tribunaal in voor misbruikzaken van bisschoppen.

### 11 juni
- Aardverschuivingen door hevige regenval eisen aan zeker vijftien mensen het leven in Nepal.
- De Braziliaanse oud-voetballer Zico stelt zich kandidaat voor het voorzitterschap van de FIFA. Hij neemt het op tegen de Jordaanse prins Ali en de Franse oud-voetballer David Ginola.
- De Poolse ministers van Financiën, Gezondheid, Sport en Veiligheid en de parlementsvoorzitter treden af wegens een afluisteraffaire. Eerder stapte de minister van Binnenlandse Zaken op.
- Bij aanvallen van terreurgroep Boko Haram op enkele dorpen in het noordoosten van Nigeria komen 43 mensen om het leven. Drie dorpen zijn platgebrand.
- De lokale Al Qaida-afdeling in Syrië, Al-Nusra Front, vermoordt twintig Druzen.

### 12 juni
- De Afrikaanse landen Benin, Niger, Nigeria, Kameroen en Tsjaad vormen een gezamenlijk leger om terreurgroep Boko Haram te bestrijden.
- Pakistan beveelt hulporganisatie Save the Children het land te verlaten op grond van spionage. Het hoofdkantoor van de hulporganisatie in Islamabad is verzegeld.
- Een rechtbank in Frankrijk spreekt oud-IMF-topman Dominique Strauss-Kahn vrij van het organiseren van seksfeesten met prostituees.
- Astronomen ontdekken met behulp van de Hubble-ruimtetelescoop een verre exoplaneet met een eigen zonnefilter. De planeet kreeg de naam WASP-33.
- In India wordt een bus geraakt door een elektriciteitskabel. Hierdoor komen zeventien inzittenden om het leven.
- In de Libische hoofdstad Tripoli bestormen gewapende mannen het consulaat van Tunesië en ontvoeren tien medewerkers.
- Bij een bombardement door de internationale coalitie onder leiding van Saoedi-Arabië op de Jemenitische hoofdstad Sanaa vallen minstens zeven doden en worden vier eeuwenoude panden in de historische binnenstad van de stad die op de Werelderfgoedlijst van UNESCO staan verwoest.
- In de Azerbeidzjaanse hoofdstad Bakoe is de eerste editie van de Europese Spelen officieel geopend.

### 13 juni
- Bij een busongeluk in India komen 21 mensen om het leven. De bus met 22 pelgrims aan boord stortte in een rivier.
- Bij een auto-ontploffing in de Zweedse stad Göteborg komen vier mensen om het leven, onder wie een jong meisje.
- De Italiaanse politie verjaagt bij de grensovergang in Ventimiglia tweehonderd vluchtelingen die Frankrijk probeerden binnen te raken.
- Terreurgroep IS verkoopt door haar gestolen kunstwerken en artefacten op Facebook.
- Bij gevechten tussen Oekraïense troepen en pro-Russische rebellen in het oosten van het land komen zeker zeven militairen om het leven.
- In de Guatemalteekse hoofdstad Guatemala-Stad gaan ongeveer zeventigduizend mensen de straat op om te protesteren tegen president Otto Pérez Molina.
- In de Poolse hoofdstad Warschau nemen duizenden activisten deel aan een mars voor gelijkheid en homorechten.
- De Amerikaanse krant Washington Post meldt dat de Verenigde Staten van plan zijn permanent zwaar militair materieel te stationeren in de Baltische Staten en Oost-Europa. Hiermee hopen ze sneller te kunnen reageren op een bedreiging van Rusland tegen staten in dit gebied.

### 14 juni
- De Duitse Formule 1-coureur Nico Hülkenberg wint samen met zijn ploeggenoten Nick Tandy en Earl Bamber in een Porsche 919 de 83ste editie van de 24 uur van Le Mans.
- Rusland en China kraken de ultrabeveiligde code van meer dan een miljoen geheime computerdocumenten die klokkenluider Edward Snowden meenam toen hij in mei 2013 naar Hongkong vluchtte.
- Overstromingen in de Georgische hoofdstad Tbilisi, veroorzaakt door hevige regenval, eisen het leven van negentien mensen en honderden dieren in de dierentuin. Enkele tientallen dieren, waaronder roofdieren, konden ontsnappen en kwamen in de stad terecht.
- Bij een luchtaanval van de NAVO in het noordoosten van Afghanistan komen vijftien leden van terreurgroep Taliban om het leven.
- Pakistan laat weten dat buitenlandse medewerkers van hulporganisatie Save the Children weer welkom zijn na druk van de Verenigde Staten en het Verenigd Koninkrijk.
- Een Zuid-Afrikaanse rechter bepaalt dat de Soedanese president Omar al-Bashir het land niet mag verlaten in afwachting van een beslissing of hij wel of niet wordt uitgeleverd aan het Internationaal Strafhof in Den Haag. Al-Bashir is in Johannesburg voor een top van de Afrikaanse Unie.
- De Houthi-rebellen nemen de Jemenitische stad Al Hazm in.
- Tien Tunesische gastarbeiders zijn ontvoerd in Libië.

### 15 juni
- Bij een aanval op een militaire basis in de Keniaanse plaats Baure komen elf Al-Shabaab-leden en twee Keniaanse militairen om het leven.
- Duizenden Syriërs vluchten naar buurland Turkije na hevige gevechten tussen enerzijds het Vrije Syrische Leger en Koerdische milities en anderzijds IS-strijders in de Noord-Syrische stad Tal Abyad.
- De Amerikaanse vuurwapenfabrikant Colt vraagt uitstel van betaling via Chapter 11.
- De Soedanese president Omar al-Bashir ontvlucht Zuid-Afrika. Het land krijgt kritiek voor het laten ontsnappen van Al-Bashir, onder andere van de Verenigde Naties, het Internationaal Strafhof en de Verenigde Staten.
- Bij zelfmoordaanslagen op twee politiedoelen in de Tsjadische hoofdstad Ndjamena komen zeker 27 mensen om het leven.
- Groot-Brittannië herdenkt de ondertekening 800 jaar geleden van het Magna Carta.
- De Republikeinse politicus Jeb Bush stelt zich officieel kandidaat voor de Amerikaanse presidentsverkiezingen van 2016.

### 16 juni
- De Wereldgezondheidsorganisatie (WHO) komt in spoedzitting bijeen om te vergaderen over de uitbraak van het longvirus MERS in Zuid-Korea. De WHO verklaarde eerder dat de MERS-uitbraak in Zuid-Korea complex is, maar dat er geen aanwijzingen zijn dat het een epidemie zal worden. Het virus eiste al 29 mensenlevens.
- Koerdische strijders veroveren de Noord-Syrische stad Tal Abyad op strijders van terreurgroep Islamitische Staat.
- Bij een Amerikaanse drone-aanval in Jemen komt Al Qaida leider Nasir al-Wuhayshi om het leven.
- Het Europees Gerechtshof in Luxemburg oordeelt dat de Europese Centrale Bank staatsobligaties van eurolanden mag kopen.
- De Nederlandse Partij voor de Vrijheid en het Franse Front National vormen samen met vijf andere partijen een Europese fractie genaamd Europa van Naties en Vrijheid.
- Bij een botsing tussen een trein en een vrachtwagen in Tunesië komen zeventien mensen om het leven.
- De Amerikaanse ondernemer Donald Trump stelt zich kandidaat voor de presidentsverkiezingen in 2016.

### 17 juni
- De Amerikaanse regering geeft voedselproducenten tot 2018 de tijd om kunstmatige transvetten uit producten als diepvries pizza, lekkernijen en diepvries patat te halen.
- De Prinses van Asturiëprijs for International Cooperation 2015 wordt toegekend aan Wikipedia.[1]
- Noord-Korea wordt getroffen door de ergste droogte in honderd jaar.
- Bij een ontploffing van achtergelaten explosieven door terreurgroep Boko Haram in het noordoosten van Nigeria komen meer dan zestig mensen om het leven.
- Bombardementen door de internationale coalitie onder leiding van Saoedi-Arabië treffen een vluchtelingenkonvooi. Hierbij komen meer dan twintig mensen om het leven.
- Bij een raketaanval van het Syrische regeringsleger op de stad Douma komen 24 mensen om het leven, onder wie vrouwen en kinderen. In de hoofdstad Damascus eisen granaten aan negen mensen het leven.
- De Kosovaarse oud-premier Ramush Haradinaj wordt in Slovenië gearresteerd op basis van een Interpol-arrestatieverzoek van Servië.
- Bij een busongeluk in de Portugese regio Algarve komen vier mensen om het leven, onder wie een driejarige kind. De bus met 34 Nederlandse toeristen aan boord stortte in een ravijn.
- Er vallen minstens 31 doden en honderden gewonden bij een reeks bomaanslagen gericht tegen de sjiitische minderheid in de Jemenitische hoofdstad Sanaa. De aanslagen worden opgeëist door de terreurgroep Islamitische Staat.

### 18 juni
- Bij een schietpartij in de Emanuel African Methodist Episcopal-kerk in de Amerikaanse stad Charleston komen negen mensen om het leven. Een blanke man opende in de Afro-Amerikaanse kerk het vuur op de aanwezigen.
- De Belgische Privacycommissie daagt Facebook voor de rechter wegens het schenden van de privacy van zowel leden als niet-leden van de sociaalnetwerksite.
- In de encycliek Laudato Si' spreekt paus Franciscus zijn bezorgdheid uit over milieuvervuiling en de dreigende klimaatverandering.
- De Broodvermenigvuldigingskerk in de Israëlische plaats Tabgha raakt zwaar beschadigd door een brand. Hierbij is het dak van de kerk ingestort en zijn drie kerkruimtes compleet verwoest.
- In België start de herdenking van de Slag bij Waterloo, die 200 jaar geleden uitgevochten werd.
- Astronomen ontdekken met behulp van de Very Large Telescope het helderste sterrenstelsel ooit. Het sterrenstelsel kreeg de naam Cosmos Redshift 7 of kortweg CR7 als eerbetoon aan de Portugese voetballer Cristiano Ronaldo.
- Uit onderzoek van de Universiteit van Californië - San Diego blijkt dat een hoge inname van transvetten tot vergeetachtigheid leidt bij mannen tot 45 jaar.
- De Deense sociaaldemocratische partij Socialdemokraterne van premier Helle Thorning-Schmidt verliest haar meerderheid in het parlement bij de vervroegde parlementsverkiezingen, de eurosceptische Deense Volkspartij krijgt 37 zetels en wordt hiermee de tweede partij van het land.

### 19 juni
- Viktoria Nowak wint voor Polen het veertiende Eurovision Young Dancers 2015 in de Tsjechische stad Pilsen. Slovenië werd tweede. Nederland bleef met Thijs Hogenboom steken in de halve finale.
- De Deense premier Helle Thorning-Schmidt kondigt na de verkiezingsnederlaag haar ontslag als partijvoorzitter.
- Een tropische storm in het midden van de Verenigde Staten eist aan vier mensen het leven, onder wie een tweejarige kind.
- De tien Tunesische ambassademedewerkers die in Libië werden gekidnapt zijn bevrijd.
- Griekenland en Rusland sluiten een overeenkomst over een gaspijpleiding, die Russisch gas via Turkije en Griekenland aan Europa gaat leveren.
- In India vallen meer dan 80 doden door het drinken van giftige alcohol.
- Slovenië laat de Kosovaarse oud-premier Ramush Haradinaj vrij omdat een Sloveense rechtbank oordeelde dat hij diplomatiek onschendbaar is.
- Klokkenluiderwebsite WikiLeaks publiceert zo'n 70.000 geheime Saudische diplomatieke berichten.

### 20 juni
- Bij een busongeluk in Portugal komen drie mensen om het leven.
- In het noorden van Mexico vallen gewapende mannen een bieropslagplaats binnen en schieten tien mensen dood.
- Bij gevechten tussen Somalische veiligheidsdiensten en strijders van de terreurgroep al-Shabaab komen zeker achttien mensen om het leven.
- In de Italiaanse hoofdstad Rome gaan ruim 400.000 mensen de straat op om te demonstreren tegen het homohuwelijk.
- In de Slowaakse hoofdstad Bratislava gaan ongeveer 5000 mensen de straat op om te protesteren tegen het plan van de Europese Commissie om asielzoekers te verdelen over Europese landen.
- In Mali wordt een vredesakkoord gesloten tussen de regering en Toeareg-opstandelingen die een eigen staat willen stichten in het noorden van het land (zie: Azawad).
- Terreurgroep IS heeft op ongeveer 4 km ten noorden van de Syrische stad Palmyra het zevende-eeuws mausoleum van sjeik Mohammed bin Ali opgeblazen.
- Bij een aanslag in de Oostenrijkse stad Graz komen drie mensen om het leven. Een verwarde man reed in een SUV met hoge snelheid in op winkelend publiek en viel daarna voorbijgangers aan met een mes.
- In de Jemenitische hoofdstad Sanaa vallen twee doden bij een aanslag met een autobom van de terreurgroep Islamitische Staat bij een sjiitische moskee.

### 21 juni
- Bij een aanslag door terreurgroep al-Shabaab op een trainingscentrum van de geheime dienst in de Somalische hoofdstad Mogadishu komen minstens vier mensen om het leven.
- In de Indiase hoofdstad New Delhi gaat de eerste Internationale Yoga Dag van start met een yogasessie waaraan zo'n 35.000 mensen deelnemen, onder wie premier Narendra Modi.
- In Afghanistan rijdt een vrachtwagen op een bermbom. Hierbij komen tien volwassenen en negen kinderen om het leven.
- Een paar duizend mensen demonstreren voor het Rijksdaggebouw in de Duitse hoofdstad Berlijn door symbolische graven van omgekomen vluchtelingen te maken.
- Duizenden mensen verzamelen zich bij het Griekse parlementsgebouw in de hoofdstad Athene om te protesteren tegen nieuwe bezuinigingen.
- In de Amerikaanse stad Charleston nemen duizenden mensen deel aan een herdenkingsmars voor de negen slachtoffers van de schietpartij in een kerk.

### 22 juni
- Bij een bomaanslag en schietpartij op het Afghaanse parlementsgebouw in de hoofdstad Kabul vallen vijf doden en zeker negentien gewonden. Terreurgroep Taliban eist de aanslag en schietpartij op.
- Een hittegolf met temperaturen boven de 45 graden Celsius kost aan 2000 mensen het leven in het zuiden van Pakistan.
- De EU-ministers van Buitenlandse Zaken geven hun fiat aan een militaire missie tegen mensensmokkelaars op de Middellandse Zee.
- De Mensenrechtenraad van de Verenigde Naties concludeert in zijn onderzoeksrapport dat zowel Hamas als Israël zich mogelijk schuldig hebben gemaakt aan oorlogsmisdaden tijdens het conflict in de Gazastrook in 2014.
- Bij zelfmoordaanslagen in de Nigeriaanse stad Maiduguri komen minstens dertig mensen om het leven. Twee vrouwen bliezen zich op bij een moskee.
- Duizenden Grieken nemen deel aan een pro-euro demonstratie.
- Griekenland doet een voorstel betreffende de schuldenproblematiek van het land, dat positief wordt ontvangen door de andere EU-landen, en daarmee mogelijk een uitkomst biedt uit de impasse waar de discussie in leek te verzanden.
- De Europese Unie verlengt haar economische sancties tegen Rusland met een half jaar.

### 23 juni
- Vanaf de lanceerbasis in Frans-Guyana wordt een Vega-raket met de Europese milieusatelliet Sentinel-2A gelanceerd.
- De ministers van Buitenlandse Zaken van Duitsland, Frankrijk, Oekraïne en Rusland komen in spoedzitting bijeen om te overleggen over het conflict in Oost-Oekraïne.
- Koerdische strijders heroveren een militaire basis in de Syrische stad Ain Issa op terreurgroep IS.
- In Colombia landt een legerhelikopter op een mijnenveld. Hierbij komen vier militairen om het leven.
- Bij achttien reddingsacties op de Middellandse Zee zijn in twee dagen tijd meer dan 3700 bootvluchtelingen gered.

### 24 juni
- De schuldeisers IMF, ECB en de Europese Commissie wijzen de voorstellen van de Griekse regering om de economie te hervormen af.
- Klokkenluiderwebsite WikiLeaks publiceert documenten waaruit blijkt dat de Franse presidenten Jacques Chirac, Nicolas Sarkozy en François Hollande tussen 2006 en 2012 door de Amerikaanse inlichtingendienst NSA zijn afgeluisterd.
- Het Nederlandse detailhandelsconcern Ahold neemt het Belgische supermarktconcern Delhaize Groep over. De nieuwe combinatie gaat verder onder de naam Ahold Delhaize. Door de overname ontstaat een van de grootste supermarktketens ter wereld.
- In een rechtszaak aangespannen door Urgenda bepaalt de rechtbank in Den Haag dat de Nederlandse staat de uitstoot van broeikasgassen in 2020 moet terugbrengen tot 25% onder het niveau van 1990.
- Bij aanvallen door gewapende mannen op twee dorpen in het noordoosten van Nigeria komen meer dan veertig mensen om het leven.
- Rusland verlengt het importverbod van landbouwproducten uit de Europese Unie, de Verenigde Staten, Canada, Australië en Noorwegen met een één jaar.
- Een meerderheid in de Amerikaanse Senaat stemt in met het vrijhandelsverdrag Trans-Pacific Partnership.
- Een hoge rechter in de hoofdstad Pretoria oordeelt dat de Zuid-Afrikaanse regering de wet overtrad door de Sudanese president Omar al-Bashir toestemming te geven het land te verlaten.

### 25 juni
- Het kabinet-Rutte II ontvouwt een actieplan voor de aanpak van antibioticaresistentie.
- Bij een bomaanslag en gevechten tussen IS-strijders en Koerdische militairen in de Noord-Syrische stad Kobani komen tientallen mensen om het leven.
- In de Nepalese hoofdstad Kathmandu vindt een donorconferentie voor Nepal plaats.
- De NAVO kondigt het aantal troepen van haar interventiemacht Response Force te verdrievoudigen tot 40.000.
- Het Amerikaanse Hooggerechtshof oordeelt dat de federale subsidies voor arme Amerikanen om een zorgverzekering af te kunnen sluiten gehandhaafd blijven.
- De lidstaten van de Europese Unie besluiten op de Eurotop in Brussel om de komende twee jaar vluchtelingen die via Italië en Griekenland zijn binnengekomen vrijwillig te spreiden over de EU. Het plan van de Europese Commissie om de lidstaten te verplichten een bepaalde percentage vluchtelingen op te nemen sneuvelde.

### 26 juni
- Het Hooggerechtshof van de Verenigde Staten verklaart het huwelijk open voor partners van gelijk geslacht in de gehele Verenigde Staten. Zie: homohuwelijk in de Verenigde Staten
- Een watervliegtuig crasht tegen een klif in de Amerikaanse staat Alaska. Hierbij komen de piloot en acht cruisepassagiers van MS Westerdam om het leven.
- Bij een aanval door IS-strijders op de Noord-Syrische stad Kobani en een dichtstbijliggende dorp komen meer dan 140 burgers om het leven.
- Bij een terreuraanslag op een gasfabriek in Zuid-Frankrijk valt een dode. Een terrorist onthoofdde een transportbedrijfmedewerker.
- Bij een aanslag op een toeristenstrand in de Tunesische stad Sousse komen zeker 39 mensen om het leven. Terreurgroep Islamitische Staat (IS) eist de aanslag op.
- Bij een aanslag op een sjiitische moskee in de Koeweitse hoofdstad Koeweit komen zeker 27 mensen om het leven. IS geeft aan ook hiervoor verantwoordelijk te zijn.
- Het Vaticaan sluit een verdrag met de staat Palestina over de Rooms-Katholieke Kerk en kerkelijke bezittingen in de Palestijnse gebieden.
- Bij een aanval door Al Shabaab-strijders op een militaire basis van de vredesmacht van de Afrikaanse Unie in het zuiden van Somalië komen zeker 50 Burundese soldaten om het leven.

### 27 juni
- De Griekse premier Alexis Tsipras maakt bekend dat op zondag 5 juli een referendum wordt gehouden over het financiële reddingsplan voor zijn land.
- Strijders van terreurgroep Islamitische Staat blazen een gebouw van de Syrische geheime diensten in de stad Al-Hasakah op en bevrijden tientallen gevangengenomen IS-leden.
- Het overleg tussen de Eurogroep en Griekenland levert geen akkoord op, hetgeen betekent dat het land na de nacht van dinsdag 30 juni geen verdere financiële steun krijgt van de Europese geldschieters.
- De Houthi-rebellen hebben met raketten de olieraffinaderij in de Jemenitische stad Aden bestookt, waarna er brand uitbrak.
- In de Oostenrijkse hoofdstad Wenen gaan onderhandelingen over het nucleair programma van Iran tussen de zes wereldmachten (Verenigde Staten, Rusland, China, Duitsland, Verenigd Koninkrijk en Frankrijk) en Iran van start.
- In de Tunesische stad Sousse lopen honderden Tunesiërs in een solidariteitmars ter herdenking van de slachtoffers van de aanslag op een strand in de stad.
- De Grieken pinnen een bedrag van 1 miljard euro.

### 28 juni
- Een meerderheid in het Griekse Parlement stemt in met het referendum over het financiële reddingsplan voor het land.
- Beveiligers verijdelen een zelfmoordaanslag op een ziekenhuis in de Nigeriaanse stad Maiduguri. Hierbij komen de twee vrouwelijke aanslagplegers, twee ziekenhuisbeveiligers en een omstander om het leven.
- De Europese Centrale Bank besluit de noodsteun aan Griekse banken te handhaven op het huidige niveau van 89 miljard euro.
- De Griekse regering besluit na een crisisoverleg om de banken in het land voor onbepaalde tijd dicht te houden. De Griekse aandelenbeurs blijft ook dicht.
- De Turkse politie verhindert met rubberkogels, traangas en waterkanonnen de jaarlijkse Gay Pride-optocht in Istanbul.
- Met het zilver op de slotdag voor BMX'er Twan van Gendt sluit Nederland de Europese Spelen af met 29 medailles. Het betreft acht gouden, twaalf zilveren en negen bronzen medailles, waarbij moet worden aangetekend dat de organisatie in Bakoe bij teammedailles, zoals in tafeltennis en turnen, elke plak meetelt. Sportkoepel NOC*NSF houdt het op 23 medailles.

### 29 juni
- Het hulpprogramma voor de Griekse economie wordt niet verlengd. De Europese Centrale Bank heeft wel besloten de 'emergency liquidity assistance' voor de Griekse banken te handhaven. Met dit noodinstrument wordt het geld bij de banken weer aangezuiverd, de Griekse banken blijven sinds maandag dicht; er kan wel worden gepind: maximaal 60 euro per dag.
- In de Chinese hoofdstad Peking ondertekenen delegaties uit vijftig landen de statuten van de Aziatische investeringsbank Asian Infrastructure Investment Bank.
- In de Amerikaanse staat Massachusetts stort een klein vliegtuig neer op een woonhuis. Hierbij komen de drie inzittenden om het leven.
- Door een tweetal explosies in de Tsjadische hoofdstad Ndjamena komen elf mensen om het leven, onder wie vijf politieagenten.
- Bij een bomaanslag op een konvooi in Egypte komt de Egyptische procureur-generaal Hisham Barakat om het leven.
- De Griekse regering besluit sommige bankkantoren open te houden voor gepensioneerden die niet kunnen pinnen omdat ze geen bankkaart hebben. Ook stelt de regering tijdelijk gratis openbaar vervoer in.
- Het Amerikaanse hooggerechtshof bepaalt dat het gebruik van dodelijke injectie voor executies niet in strijd is met de Grondwet.
- In Nederland lopen de onderhandelingen tussen het kabinet-Rutte II en de oppositiepartijen ChristenUnie, D66, GroenLinks en SGP over een nieuw belastingplan stuk.
- Bij een bomaanslag in de Jemenitische hoofdstad Sanaa komen minstens 28 mensen om het leven. De aanslag wordt opgeëist door de terreurgroep IS en zou gericht zijn tegen twee leiders van de Houthi-rebellen.

### 30 juni
- In de Nederlandse stad Den Haag komt een Arubaanse arrestant die op familiebezoek was in het land om het leven door politiegeweld. Na zijn dood braken er hevige rellen in de Haagse Schilderswijk, die dagenlang aanhielden.
- Een C-130 Hercules-transportvliegtuig van de Indonesische luchtmacht met 113 inzittenden stort vlak na vertrek van een basis bij Medan op Sumatra neer op een hotel, de ramp kost 135 mensen het leven.
- De Nederlandse voetbaltrainer Guus Hiddink stopt per 1 juli als bondscoach van het Nederlands elftal.
- De Liberiaanse autoriteiten melden dat het ebolavirus opnieuw is opgedoken in het land.
- Terreurgroep IS onthoofdt in Syrië twee vrouwen wegens hekserij. Het is de eerste keer dat de terreurgroep vrouwen op een dergelijke wijze ter dood brengt.
- De Griekse regering verzoekt om een tweejarig steunpakket uit het Europese noodfonds ESM en een herstructurering van de schulden.
- Na een ingelast telefonisch overleg besluit de Eurogroep het Grieks verzoek voor een nieuw steunpakket en een herstructurering van de schulden af te wijzen. Het land verzuimt een schuld van 1,6 miljard euro terug te betalen aan het IMF en komt daarmee te boek te staan als de eerste Europese wanbetaler.
- Al Qaida-aanhangers vallen de gevangenis in de Jemenitische stad Ta'izz aan en bevrijden meer dan twaalfhonderd gevaarlijke gedetineerden.
- Bij een autobomaanslag in de Egyptische hoofdstad Caïro komen drie mensen om het leven.
- Een spionagerechtbank in het Amerikaanse Washington bepaalt dat de Amerikaanse inlichtingendienst NSA voor een periode van zes maanden weer telefoongesprekken van Amerikaanse burgers mag afluisteren.
- Jong Zweden wint voor het eerst in zijn historie het Europees kampioenschap voor voetballers onder 21 jaar.
- Het Belgische marineschip Godetia redt ruim zeshonderd bootvluchtelingen op de Middellandse Zee.[bron?]

## Overleden
<< · januari · februari · maart · april · mei · juni · juli · augustus · september · oktober · november · december · >>